# Lee Dong-hwan
Lee Dong-hwan (9 april 1987) is een golfprofessional uit Zuid-Korea.
In 2007 kwalificeerde hij zich voor deelname aan het Brits Open op Carnoustie en in 2012 voor het US Open in San Francisco.

## Gewonnen
Japan Challenge Tour
- 2006: PGA JGTO Challenge II

Japan Golf Tour
- 2007 Gateway to the Open Mizuno Open Yomiuri Classic (-12)
- 2011 Toshin Golf Tournament in LakeWood (-20)